# Mount Low, Falklandsöarna
Mount Low är en kulle i territoriet Falklandsöarna (Storbritannien). Den ligger i den östra delen av landet. Toppen på Mount Low är 265 meter över havet. Mount Low ligger på ön Östra Falkland.
Terrängen runt Mount Low är platt. Havet är nära Mount Low åt nordost. Mount Low är dem högsta punkten i en region med 10 km radie. Trakten runt Mount Low består i huvudsak av gräsmarker.